# Deutsche Olympiaqualifikation 1964/Sommerspiele/Leichtathletik
Dieser Artikel beschreibt die Ergebnisse der Ausscheidungswettkämpfe in der Leichtathletik zur Bildung der gesamtdeutschen Mannschaft bei den Olympischen Sommerspielen 1964 in Tokio.
Die Leichtathletik-Ausscheidungen wurden nach dem Vorbild der US-amerikanischen Trials durchgeführt. Sie fanden am 22./23. August im (West-)Berliner Olympiastadion und am 29./30. August auf dem Ernst-Abbe-Sportfeld in Jena statt.

## Ergebnisse

### Männer

#### 100 Meter
Ort: Berlin
| * | Name                | Zeit (s) | * | in Tokio   |
| - | ------------------- | -------- | - | ---------- |
| 1 | Heinz Schumann      | 10,2     | w | 5. Platz   |
| 2 | Fritz Obersiebrasse | 10,2     | w | Halbfinale |
| 3 | Manfred Knickenberg | 10,3     | w | Vorlauf    |

#### 200 Meter
Ort: Jena
| * | Name                | Zeit (s) | * | in Tokio     |
| - | ------------------- | -------- | - | ------------ |
| 1 | Heinz Schumann      | 20,8     | w | Halbfinale   |
| 2 | Friedrich Roderfeld | 21,0     | w | Zwischenlauf |
| 3 | Heinz Erbstößer     | 21,2     | o | Vorlauf      |

#### 4 × 100 Meter
Ort: Berlin
| * | Name                                                                                      | Zeit (s) | in Tokio   |
| - | ----------------------------------------------------------------------------------------- | -------- | ---------- |
| 1 | Ostdeutschland (Heinz Erbstößer, Rainer Berger, Peter Wallach, Volker Löffler)            | 39,4     | Halbfinale |
| 2 | Westdeutschland (Manfred Knickenberg, Heinz Schumann, Jochen Bender, Fritz Obersiebrasse) | 39,9     |            |

#### 400 Meter
Ort: Berlin
| * | Name             | Zeit (s) | * | in Tokio |
| - | ---------------- | -------- | - | --- |
| 1 | Manfred Kinder   | 46,6     | w | In Tokio lief für Kinder der westdeutsche Meister Jürgen Kalfelder, der bei der Ausscheidung im Vorlauf verletzt aufgeben musste. Er schied in Tokio im Vorlauf aus. |
| 2 | Johannes Schmitt | 46,6     | w | Zwischenlauf |
| 3 | Jörg Jüttner     | 46,9     | w | Halbfinale |

#### 4 × 400 Meter
Die ersten vier Läufer der 400-Meter-Ausscheidung von Berlin wurden für die Staffel nominiert. Als Vierter war dies noch der ostdeutsche Hans-Ullrich Schulz (47,2 s). Die Staffel wurde in Tokio Fünfter.

#### 800 Meter
Ort: Berlin
| * | Name                 | Zeit (min) | * | in Tokio   |
| - | -------------------- | ---------- | - | ---------- |
| 1 | Manfred Kinder       | 1:47,5     | w | Halbfinale |
| 2 | Dieter Bogatzki      | 1:47,7     | w | 7. Platz   |
| 3 | Manfred Matuschewski | 1:48,2     | o | Halbfinale |

#### 1500 Meter
Ort: Jena
| * | Name               | Zeit (min) | * | in Tokio   |
| - | ------------------ | ---------- | - | ---------- |
| 1 | Siegfried Valentin | 3:41,4     | o | Vorlauf    |
| 2 | Jürgen May         | 3:41,6     | o | Halbfinale |
| 3 | Wolf-Dieter Holtz  | 3:42,9     | o | Halbfinale |

#### 5000 Meter
Ort: Berlin
| * | Name              | Zeit (min) | * | in Tokio |
| - | ----------------- | ---------- | - | -------- |
| 1 | Harald Norpoth    | 13:54,4    | w | Silber   |
| 2 | Manfred Letzerich | 13:57,4    | w | Vorlauf  |
| 3 | Lutz Philipp      | 14:00,0    | w | Vorlauf  |

#### 10.000 Meter
Ort: Jena
| * | Name               | Zeit (min) | * | in Tokio  |
| - | ------------------ | ---------- | - | --------- |
| 1 | Siegfried Herrmann | 29:15,4    | o | 11. Platz |
| 2 | Arthur Hannemann   | 29:16,6    | o | 27. Platz |
| 3 | Siegfried Rothe    | 29:17,4    | o | 20. Platz |

#### Marathonlauf
Ort: Berlin
| * | Name            | Zeit (h)  | * | in Tokio  |
| - | --------------- | --------- | - | --------- |
| 1 | Heinrich Hagen  | 2:24:04,0 | o | 24. Platz |
| 2 | Gerhard Hönicke | 2:25:19,8 | o | 38. Platz |
| 3 | Manfred Naumann | 2:25:44,4 | o | 39. Platz |

#### 110 Meter Hürden
Ort: Jena
| * | Name            | Zeit (s) | * | in Tokio   |
| - | --------------- | -------- | - | ---------- |
| 1 | Werner Trzmiel  | 14,3     | w | Vorlauf    |
| 2 | Christian Voigt | 14,4     | o | Vorlauf    |
| 3 | Hinrich John    | 14,6     | w | Halbfinale |

#### 400 Meter Hürden
Ort: Berlin
| * | Name           | Zeit (s) | * | in Tokio   |
| - | -------------- | -------- | - | ---------- |
| 1 | Joachim Singer | 50,6     | o | Vorlauf    |
| 2 | Horst Gieseler | 50,7     | w | Vorlauf    |
| 3 | Ferdinand Haas | 50,8     | w | Halbfinale |

#### 3000 Meter Hindernis
Ort: Jena
| * | Name            | Zeit (min) | * | in Tokio |
| - | --------------- | ---------- | - | -------- |
| 1 | Dieter Hartmann | 8:42,4     | o | Vorlauf  |
| 2 | Rainer Dörner   | 8:43,4     | o | Vorlauf  |
| 3 | Fred Döring     | 8:44,0     | w | Vorlauf  |

#### 20 km Gehen
Ort: Berlin
| * | Name               | Zeit (h)  | * | in Tokio  |
| - | ------------------ | --------- | - | --------- |
| 1 | Dieter Lindner     | 1:33:35,8 | o | Silber    |
| 2 | Gerhard Sperling   | 1:34:09,0 | o | 9. Platz  |
| 3 | Hans-Georg Reimann | 1:34:09,0 | o | 12. Platz |

#### 50 km Gehen
Ort: Berlin
| * | Name              | Zeit (h)  | * | in Tokio |
| - | ----------------- | --------- | - | -------- |
| 1 | Christoph Höhne   | 4:17:47,6 | o | 6. Platz |
| 2 | Kurt Sakowski     | 4:23:49,6 | o | 8. Platz |
| 3 | Burkhard Leuschke | 4:23:49,8 | o | 4. Platz |

#### Hochsprung
Ort: Jena
| * | Name                  | Höhe (m) | * | in Tokio  |
| - | --------------------- | -------- | - | --------- |
| 1 | Wolfgang Schillkowski | 2,08     | w | 17. Platz |
| 2 | Rudi Köppen           | 2,08     | o | 20. Platz |
| 3 | Ralf Drecoll          | 2,08     | w | 6. Platz  |

#### Stabhochsprung
Ort: Berlin
| * | Name               | Höhe (m) | * | in Tokio |
| - | ------------------ | -------- | - | -------- |
| 1 | Manfred Preußger   | 5,00     | o | 4. Platz |
| 2 | Klaus Lehnertz     | 4,85     | w | Bronze   |
| 3 | Wolfgang Reinhardt | 4,80     | w | Silber   |

#### Weitsprung
Ort: Jena
| * | Name               | Weite (m) | * | in Tokio      |
| - | ------------------ | --------- | - | ------------- |
| 1 | Wolfgang Klein     | 7,63      | w | 10. Platz     |
| 2 | Klaus Beer         | 7,58      | o | Qualifikation |
| 3 | Hans-Helmut Trense | 7,53      | w | Qualifikation |

#### Dreisprung
Ort: Berlin
| * | Name                 | Weite (m) | * | in Tokio      |
| - | -------------------- | --------- | - | ------------- |
| 1 | Günter Krivec        | 16,29     | w | Qualifikation |
| 2 | Manfred Hinze        | 16,25     | o | 6. Platz      |
| 3 | Hans-Jürgen Rückborn | 16,16     | o | 8. Platz      |

#### Kugelstoßen
Ort: Jena
| * | Name                 | Weite (m) | * | in Tokio      |
| - | -------------------- | --------- | - | ------------- |
| 1 | Heinfried Birlenbach | 18,70     | w | Qualifikation |
| 2 | Dieter Hoffmann      | 18,36     | o | 12. Platz     |
| 3 | Rudolf Langer        | 18,30     | o | 11. Platz     |

#### Diskuswurf
Ort: Berlin
| * | Name          | Weite (m) | * | in Tokio      |
| - | ------------- | --------- | - | ------------- |
| 1 | Hartmut Losch | 56,66     | o | 11. Platz     |
| 2 | Fritz Kühl    | 56,53     | o | Qualifikation |
| 3 | Lothar Milde  | 54,57     | o | Qualifikation |

#### Hammerwurf
Ort: Berlin
| * | Name        | Weite (m) | * | in Tokio      |
| - | ----------- | --------- | - | ------------- |
| 1 | Martin Lotz | 64,30     | o | Qualifikation |
| 2 | Uwe Beyer   | 64,15     | w | Bronze        |
| 3 | Hans Fahsl  | 63,68     | w | Qualifikation |

#### Speerwurf
Ort: Jena
| * | Name            | Weite (m) | * | in Tokio      |
| - | --------------- | --------- | - | ------------- |
| 1 | Hermann Salomon | 79,54     | w | Qualifikation |
| 2 | Hans Schenk     | 78,12     | w | 12. Platz     |
| 3 | Rolf Herings    | 76,78     | w | 7. Platz      |

#### Zehnkampf
Ort: Jena
| * | Name               | Punkte alte Wertung | * | in Tokio |
| - | ------------------ | ------------------- | - | -------- |
| 1 | Willi Holdorf      | 8156                | w | Gold     |
| 2 | Hans-Joachim Walde | 7854                | w | Bronze   |
| 3 | Horst Beyer        | 7643                | w | 6. Platz |

### Frauen

#### 100 Meter
Ort: Berlin
| * | Name              | Zeit (s) | * | in Tokio |
| - | ----------------- | -------- | - | --- |
| 1 | Erika Pollmann    | 11,5     | w | Vorlauf |
| 2 | Renate Meyer-Rose | 11,5     | w | Zwischenlauf                                                                                                |
| 3 | Hannelore Raepke  | 11,5     | o | Für Raepke lief in Tokio die viertplatzierte ostdeutsche Heilwig Jacob, die dort im Zwischenlauf ausschied. |

#### 200 Meter
Ort: Jena
| * | Name           | Zeit (s) | * | in Tokio   |
| - | -------------- | -------- | - | ---------- |
| 1 | Heilwig Jacob  | 23,8     | o | Halbfinale |
| 2 | Jutta Heine    | 23,8     | w | Vorlauf    |
| 3 | Erika Pollmann | 23,9     | w | Vorlauf    |

#### 4 × 100 Meter
Ort: Jena
| * | Name                                                                                | Zeit (s) | in Tokio |
| - | ----------------------------------------------------------------------------------- | -------- | --- |
| 1 | Westdeutschland (Renate Meyer-Rose, Erika Pollmann, Martha Pensberger, Jutta Heine) | 44,8     | Ersatzläuferinnen waren Karin Frisch und Jutta Stöck. In Tokio lief Frisch für Meyer-Rose, die sich im Einzelrennen verletzt hatte. Die Staffel wurde dort Fünfte. |
| 2 | Ostdeutschland (Gundula Diel, Karin Balzer, Heilwig Jacob, Hannelore Raepke)        | 45,3     | |

#### 400 Meter
Ort: Jena
| * | Name            | Zeit (s) | * | in Tokio   |
| - | --------------- | -------- | - | ---------- |
| 1 | Gertrud Schmidt | 55,5     | o | 7. Platz   |
| 2 | Margret Buscher | 55,6     | w | Halbfinale |
| 3 | Erna Maisack    | 56,1     | w | Vorlauf    |

#### 800 Meter
Ort: Berlin
| * | Name              | Zeit (min) | * | in Tokio   |
| - | ----------------- | ---------- | - | ---------- |
| 1 | Antje Gleichfeld  | 2:07,3     | w | 5. Platz   |
| 2 | Anita Wörner      | 2:07,4     | w | Halbfinale |
| 3 | Waltraud Kaufmann | 2:08,1     | o | Vorlauf    |

#### 80 Meter Hürden
Ort: Jena
| * | Name         | Zeit (s) | * | in Tokio                          |
| - | ------------ | -------- | - | --------------------------------- |
| 1 | Zenta Kopp   | 10,6     | w | wegen Verletzung nicht angetreten |
| 2 | Karin Balzer | 10,8     | o | Gold                              |
| 3 | Gundula Diel | 10,8     | o | Zwischenlauf                      |

#### Hochsprung
Ort: Jena
| * | Name                | Höhe (m) | * | in Tokio                          |
| - | ------------------- | -------- | - | --------------------------------- |
| 1 | Karin Rüger         | 1,72     | o | 9. Platz                          |
| 2 | Doris Langer        | 1,70     | o | wegen Verletzung nicht angetreten |
| 3 | Gerda Kupferschmied | 1,70     | o | 12. Platz                         |

#### Weitsprung
Ort: Berlin
| * | Name                 | Weite (m) | * | in Tokio |
| - | -------------------- | --------- | - | -------- |
| 1 | Helga Hoffmann       | 6,40      | w | 8. Platz |
| 2 | Hildrun Laufer-Claus | 6,34      | o | 7. Platz |
| 3 | Ingrid Becker        | 6,26      | w | 4. Platz |

#### Kugelstoßen
Ort: Berlin
| * | Name                      | Weite (m) | * | in Tokio |
| - | ------------------------- | --------- | - | -------- |
| 1 | Renate Garisch-Culmberger | 17,29     | o | Silber   |
| 2 | Margitta Helmbold         | 17,05     | o | 5. Platz |
| 3 | Johanna Hübner            | 16,34     | o | 9. Platz |

#### Diskuswurf
Ort: Jena
| * | Name              | Weite (m) | * | in Tokio  |
| - | ----------------- | --------- | - | --------- |
| 1 | Kriemhild Limberg | 55,86     | w | 7. Platz  |
| 2 | Doris Lorenz      | 54,88     | o | 14. Platz |
| 3 | Ingrid Lotz       | 54,60     | w | Silber    |

#### Speerwurf
Ort: Berlin
| * | Name               | Weite (m) | * | in Tokio      |
| - | ------------------ | --------- | - | ------------- |
| 1 | Anneliese Gerhards | 57,64     | w | 8. Platz      |
| 2 | Ingeborg Schwalbe  | 57,42     | o | Qualifikation |
| 3 | Rosemarie Schubert | 54,44     | o | 12. Platz     |

#### Fünfkampf
Ort: Jena
| * | Name           | Punkte | * | in Tokio |
| - | -------------- | ------ | - | --- |
| 1 | Ingrid Becker  | 4726   | w | 8. Platz |
| 2 | Helga Hoffmann | 4669   | w | 6. Platz |
| 3 | Inge Exner     | 4635   | o | Für Exner wurde die ostdeutsche Hildrun Laufer-Claus für Tokio nominiert. Diese hatte bei der Ausscheidung in Führung liegend beim abschließenden 200-Meter-Lauf verletzt aufgeben müssen. In Tokio musste sie nach drei Disziplinen verletzt aufgeben. |

## Quelle
Ausgaben des Hamburger Abendblatts von 1964.